# 戒厳令 (1972年の映画)
『戒厳令』（仏: État de siège、英: State of Siege）は、1972年に公開されたフランス・イタリア合作映画作品。1970年、ウルグアイの首都モンテビデオで起こったイタリア系アメリカ人のダン・アンソニー・ミトリオンがゲリラグループのトゥパマロスによって誘拐され最終的に殺害された事件をモデルとして製作された。
『Z』、『告白』と共にコスタ・ガヴラス監督の“三部作”といわれている。

## ストーリー
1970年代、軍事政権になる前の緊迫した情勢下にあったウルグアイで、国際開発局（USAID）に勤務するイタリア系アメリカ人の技師フィリップ・マイケル・サントーレとブラジル大使館の領事が、極左ゲリラ組織トゥパマロスによって誘拐された。
政府によって戒厳令が布告され、街には警官があふれ、人々は恐怖に慄（おのの、わなな）いた。進歩的ジャーナリストのデュカスはサントーレについて取材を進めていくが、サントーレはアメリカ本国では警察学校の教官で、本来の交通・通信関係の仕事とは別に、左翼勢力の弾圧をウルグアイの公安当局に指導するために派遣された人物であることが明らかになる。

## キャスト
- イヴ・モンタン：フィリップ・マイケル・サントーレ(瑳川哲朗)
- レナート・サルヴァトーリ：ロペス(堀勝之祐)
- O・E・ハッセ（ドイツ語版）：カルロス・デュカス
- ジャック・ヴェベール（フランス語版）：ヒューゴ
- ジャン・リュック・ビドー（フランス語版）：エステ

日本語版放送、1977年9月26日TBS『月曜ロードショー』

## スタッフ
- 監督：コスタ・ガヴラス
- 製作：ジャック・ペラン
- 音楽：ミキス・テオドラキス

## 備考
- 日本においても吉田喜重監督のもと、同名の作品『戒厳令』が翌年1973年に公開されたが、この作品との直接の関係はない。